# 圭岗镇
圭岗镇，是中华人民共和国广东省阳江市阳春市下辖的一个乡镇级行政单位。

## 行政区划
圭岗镇下辖以下地区：
圭岗社区、淡荡村、都面村、吉垌村、庙门村、小水村、河坪村、那柳村、马催村、那垌村、网步村、高车村、座云村、南山村、山根村、山塘村、大河村、三新村、大朗村、上垌村、南冲村、圭岗村和高垌村。